# گونگن

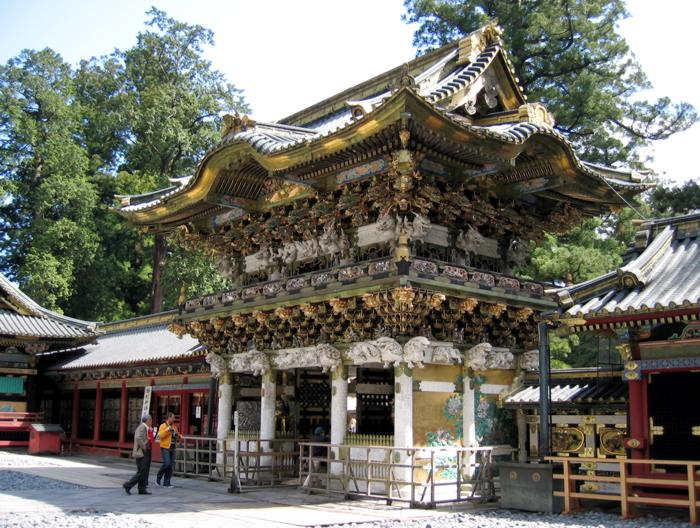
Nikkō Tōshō-gū enshrines توکوگاوا ایه‌یاسو under the posthumous name of Tōshō Daigongen

گونگن (به ژاپنی: 権現 Gongen) معنای واقعی کلمه «تجسم» است، بنابر اعتقادات شینبوتسو-شوگو در دوران پیشامدرن ژاپن، گونگن به عنوان جلوه‌ای از بودا است که در هیبت یک کامی (روح) بر روی زمین ظاهر می‌شود تا مردم را به سوی رستگاری هدایت کند. گونگه (権化) و کونگن (化現) عبارت‌های مترادف با آن هستند.